# Tigidia mauriciana
Tigidia mauriciana is een spinnensoort uit de familie Barychelidae. De soort komt voor in Madagaskar.